# Sånggärdsmyg
Sånggärdsmyg (Cyphorhinus phaeocephalus) är en fågel i familjen gärdsmygar inom ordningen tättingar.

## Utseende och läte
Sånggärdsmyg är en knubbig och kortstjärtad gärdsmyg med lång näbb. Runt ögat har den ljusblå bar hud, unikt för gärdsmygar i sitt utbredningsområde men likt olika arter av myrfåglar. Noterbart är rostrött på stripe och kind samt svart tvärbandning på vingarna. Sången består av en unik kombination av djupa visslingar och hårdare kluckande ljud.

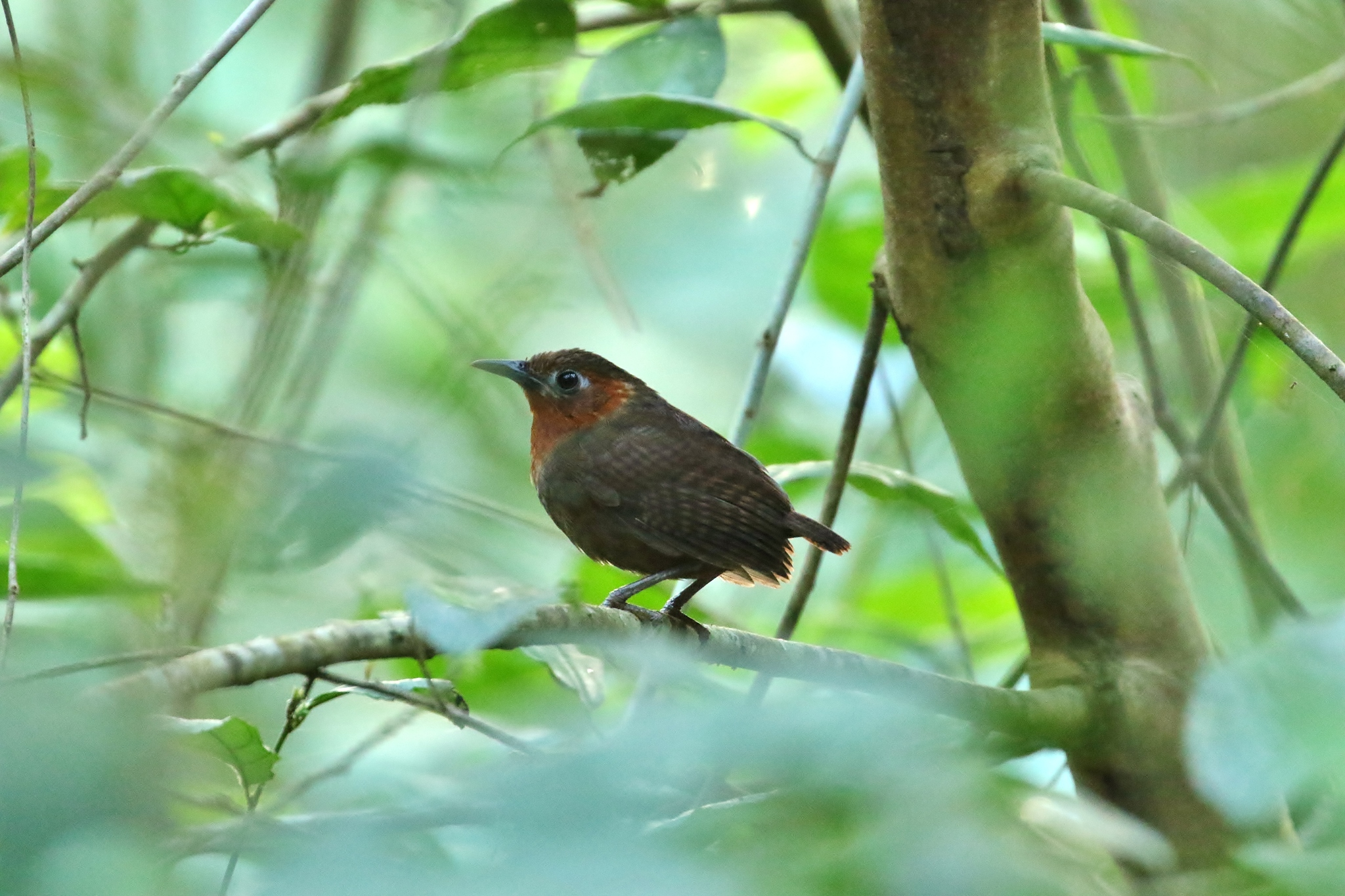

## Utbredning och systematik
Sånggärdsmyg delas in i fem underarter med följande utbredning:
- Cyphorhinus phaeocephalus richardsoni – förekommer i karibiska låglandet från sydöstra Honduras till Nicaragua
- Cyphorhinus phaeocephalus infuscatus – förekommer i karibiska låglandet i Costa Rica och nordvästligaste Panama
- Cyphorhinus phaeocephalus lawrencii – förekommer i lågland från östra Panama till nordvästra Colombia
- Cyphorhinus phaeocephalus propinquus – förekommer i tropiskt lågland i nordvästra Colombia (Bolivar och Santander)
- Cyphorhinus phaeocephalus phaeocephalus – förekommer i Stillahavslåglandet från sydvästra Colombia till västra Ecuador (i söder till El Oro)

International Ornithological Congress urskiljer även underarten chocoanus med utbredning i västra Colombia.

## Levnadssätt
Sånggärdsmyg hittas i skogsområden, alltid nära marken. Den ses vanligen i par eller smågrupper och hörs oftare än ses.

## Status och hot
Arten har ett stort utbredningsområde, men tros minska i antal, dock inte tillräckligt kraftigt för att den ska betraktas som hotad. Internationella naturvårdsunionen IUCN listar arten som livskraftig (LC).